# 棲蘭行館
棲蘭山莊原名「棲蘭苗圃招待所」，位於台湾北橫公路的宜蘭7號支線，距明池山莊附近，現屬馬告生態公園。從停車場進到山莊看到修剪整齊的花草樹木園圃剪成棲蘭二個字，即是台湾24座蔣公行館之一，內部陳列家書書箋、歷史照片、起床室餐廳、廚房及蔣介石與宋美齡寢室。